# Mantis octospilota
Mantis octospilota är en bönsyrseart som beskrevs av John Obadiah Westwood 1889. Mantis octospilota ingår i släktet Mantis och familjen Mantidae. Inga underarter finns listade i Catalogue of Life.